# (2743) Chengdu
(2743) Chengdu es un asteroide perteneciente al cinturón de asteroides descubierto por el equipo del Observatorio de la Montaña Púrpura el 21 de noviembre de 1965 desde el observatorio homónimo de Nankín, China.

## Designación y nombre
Chengdu fue designado al principio como 1965 WR.
Más adelante, en 1992, se nombró por la ciudad china de Chengdu.

## Características orbitales
Chengdu está situado a una distancia media del Sol de 2,653 ua, pudiendo alejarse hasta 3,118 ua y acercarse hasta 2,187 ua. Su excentricidad es 0,1755 y la inclinación orbital 12,3 grados. Emplea 1578 días en completar una órbita alrededor del Sol.

## Características físicas
La magnitud absoluta de Chengdu es 12,2.